# Geschichte Singapurs

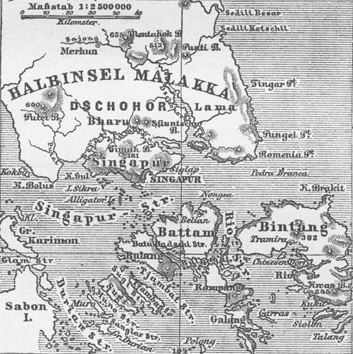
Karte von Singapur aus dem Jahr 1888

Die Geschichte des modernen Staates Singapur reicht bis zu seiner Gründung als britische Kolonie im frühen 19. Jahrhundert zurück, jedoch gibt es Hinweise darauf, dass eine bedeutende Handelssiedlung auf der Insel Singapur bereits im 14. Jahrhundert bestand. Zu dieser Zeit war das Königreich Singapura unter der Herrschaft von Parameswara, der den vorherigen Herrscher tötete, bevor er von den Majapahit oder den Siamesen vertrieben wurde. Danach kam es unter das Sultanat von Malakka und dann unter das Sultanat von Johor. Im Jahr 1819 handelte der britische Staatsmann Thomas Stamford Raffles einen Vertrag aus, in dem Johor den Briten erlaubte, einen Handelshafen auf der Insel zu errichten, was zur Gründung der Kronkolonie Singapur im Jahr 1819 führte.
Während des Zweiten Weltkriegs wurde Singapur vom Japanischen Kaiserreich erobert und von 1942 bis 1945 besetzt. Nach dem Ende des Krieges kehrte Singapur wieder unter britische Kontrolle zurück, wobei immer mehr Selbstverwaltung gewährt wurde, was 1963 in der Fusion Singapurs mit der Föderation Malaya zu Malaysia gipfelte. Soziale Unruhen und Streitigkeiten zwischen der regierenden People’s Action Party in Singapur und der Alliance Party in Malaysia führten jedoch zum Ausschluss Singapurs aus Malaysia. Singapur wurde am 9. August 1965 eine unabhängige Republik.
Angesichts hoher Arbeitslosigkeit und einer Wohnungskrise begann Singapur in den späten 1960er bis in die 1970er Jahre mit einem Modernisierungsprogramm, das sich auf den Aufbau einer verarbeitenden Industrie, die Entwicklung großer öffentlicher Wohnsiedlungen und hohe Investitionen in die öffentliche Bildung und Infrastruktur konzentrierte. Ab den 1990er gelangte Singapur dank eines starken wirtschaftlichen Aufschwungs in die Gruppe der am höchsten entwickelten Länder der Welt.

## Altes Singapur
Der griechisch-römische Astronom Ptolemäus (90–168) identifizierte im zweiten und dritten Jahrhundert einen Ort namens Sabana an der Spitze der Goldenen Halbinsel (vermutlich die Malaiische Halbinsel). Die früheste schriftliche Nennung Singapurs könnte in einem chinesischen Bericht aus dem dritten Jahrhundert bestehen, der eine Insel namens Pu Luo Chung (蒲羅中) beschreibt. Es wird angenommen, dass dies eine Transkription aus dem malaiischen Namen „Pulau Ujong“ oder „Insel am Ende“ (der Malaiischen Halbinsel) ist.
Im Jahr 1025 n. Chr. führte Rajendra I. vom Chola-Reich Truppen über den Indischen Ozean und überfiel das Srivijaya-Reich, wobei er mehrere Orte in Malaysia und Indonesien angriff. Die Chola-Truppen sollen Temasek (das heutige Singapur) für einige Jahrzehnte kontrolliert haben. Der Name Temasek erscheint jedoch nicht in Chola-Aufzeichnungen. Das Nagarakretagama, ein javanisches Epos aus dem Jahr 1365, erwähnt eine Siedlung auf der Insel namens Tumasik (was möglicherweise „Seestadt“ oder „Seehafen“ bedeutet). Der Name Temasek wird auch in Sejarah Melayu (Malaiische Annalen) genannt, die eine Geschichte über die Gründung von Temasek durch einen Prinzen von Srivijaya, Sri Tri Buana (auch bekannt als Sang Nila Utama) beinhaltet. Im 13. Jahrhundert landete Sri Tri Buana auf einem Jagdausflug in Temasek und sah ein seltsames Tier, das angeblich ein Löwe war. Der Prinz nahm dies als glückverheißendes Zeichen und gründete eine Siedlung namens Singapura, was in Sanskrit „Löwenstadt“ bedeutet und zur Gründungslegende wurde. Der tatsächliche Ursprung des Namens Singapura ist jedoch nach Ansicht von Forschern unklar. Die Siedlung entwickelte sich als Königreich Singapura im 13. oder 14. Jahrhundert und stieg von einem kleinen srivijayanischen Handelsaußenposten zu einem Zentrum des internationalen Handels mit dem Malaiischen Archipel, Indien und der Yuan-Dynastie auf. Es wurde jedoch zu dieser Zeit von zwei Regionalmächten beansprucht, Ayuthaya in Siam vom Norden und Majapahit vom Süden. Infolgedessen wurde die befestigte Hauptstadt des Königreichs von mindestens zwei größeren ausländischen Invasionen angegriffen, bevor sie schließlich 1398 laut den malaiischen Annalen von den Majapahit und laut portugiesischen Quellen von den Siamesen geplündert wurde. Der letzte König, Parameswara oder Iskandar Shah, floh an die Westküste der malaiischen Halbinsel, um 1400 das Sultanat Malakka zu gründen.
Das Sultanat von Malakka dehnte seine Autorität über die Insel aus und Singapur wurde ein Teil des Sultanats von Malakka. Als jedoch die Portugiesen im frühen 16. Jahrhundert ankamen, war Singapura laut Afonso de Albuquerque bereits „eine große Ruine“. 1511 eroberten die Portugiesen Malakka; der Sultan von Malakka floh nach Süden und gründete das Sultanat von Johor, zu dem Singapur dann auch gehörte. Die Portugiesen zerstörten jedoch 1613 die Siedlung in Singapur, und die Insel geriet für die nächsten zwei Jahrhunderte in Vergessenheit.

## Gründung der Britischen Kolonie Singapur

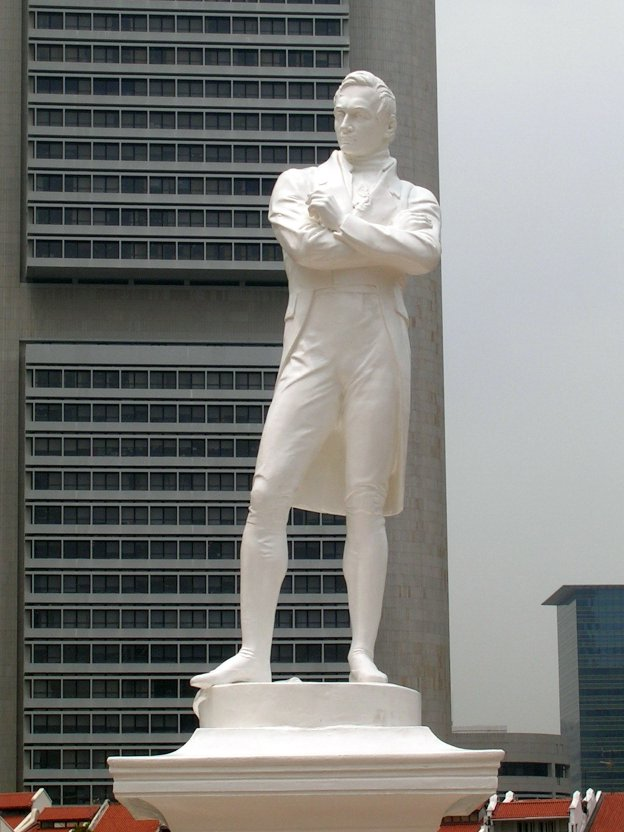
Statue von Stamford Raffles in Singapur

Zwischen dem 16. und 19. Jahrhundert wurde der Malaiische Archipel nach und nach von den europäischen Kolonialmächten übernommen, beginnend mit der Ankunft der Portugiesen in Malakka im Jahr 1509. Die frühe Dominanz der Portugiesen wurde im 17. Jahrhundert von den Niederländern herausgefordert, die die meisten Häfen der Region kontrollierten. Diese errichteten ein Handelsmonopol innerhalb des Archipels, insbesondere mit Gewürzen, dem damals wichtigsten Produkt der Region. Andere Kolonialmächte, darunter die Briten, beschränkten sich auf eine relativ geringe Präsenz.
1818 wurde Stamford Raffles zum Vizegouverneur der britischen Kolonie in Bencoolen ernannt. Er war entschlossen, dass Großbritannien die Niederlande als dominierende Macht auf dem Archipel ablösen sollte, da die Handelsroute zwischen China und Britisch-Indien, die mit der Einrichtung des Opiumhandels mit China lebenswichtig geworden war, durch den Archipel führte. Die Niederländer hatten den britischen Handel in der Region unterdrückt, indem sie den Briten verboten, in den von den Niederländern kontrollierten Häfen zu operieren oder sie mit einem hohen Zoll belegten. Raffles hoffte, die Niederländer herauszufordern, indem er einen neuen Hafen an der Straße von Malakka, der wichtigsten Schiffspassage für den Handel zwischen Indien und China, errichtete. Er brauchte einen dritten Hafen, da die Briten nur die Häfen von Penang und Bencoolen hatten. Der Hafen musste strategisch günstig an der Haupthandelsroute zwischen Indien und China und in der Mitte des Malaiischen Archipels gelegen sein. Er überzeugte Warren Hastings, den Generalgouverneur von Indien und seinen Vorgesetzten bei der Britischen Ostindien-Kompanie, eine Expedition zu finanzieren, um einen neuen britischen Stützpunkt in der Region zu suchen. Raffles kam am 28. Januar 1819 in Singapur an und erkannte bald, dass die Insel eine natürliche Wahl für den neuen Hafen darstellte. Sie lag an der südlichen Spitze der malaiischen Halbinsel, nahe der Straße von Malakka, und besaß einen natürlichen, tiefen Hafen, Süßwasservorräte und Holz für die Reparatur von Schiffen. Außerdem lag es an der Haupthandelsroute zwischen Indien und China. Ein formeller Vertrag wurde am 6. Februar 1819 unterzeichnet und das moderne Singapur war geboren.
Als Raffles ankam, lebten schätzungsweise etwa 1.000 Menschen auf der gesamten Insel Singapur, hauptsächlich indigene Völker, die seitdem zu Malaien assimiliert wurden, und einige Chinesen, die überwiegend Gambir-Pflanzungen betrieben. Am 7. Juni 1823 unterzeichnete John Crawfurd einen zweiten Vertrag mit dem Sultan von Johor, der den britischen Besitz auf den größten Teil der Insel ausdehnte. Die Einwohnerzahl erreichte 1824 die 10.000er-Marke, und mit einem Handelsvolumen von 22 Millionen Dollar übertraf Singapur den alteingesessenen Hafen von Penang. Im Oktober 1823 reiste Raffles nach Großbritannien ab und sollte nie wieder nach Singapur zurückkehren, da er 1826 im Alter von 44 Jahren starb. 1824 wurde Singapur vom Sultan von Johor dauerhaft an die Ostindien-Kompanie abgetreten. Viele frühe chinesische und indische Einwanderer kamen nach Singapur, um auf verschiedenen Plantagen und in Zinnminen zu arbeiten. Sie waren überwiegend männlich und eine große Anzahl von ihnen kehrte in ihre Heimatländer zurück, nachdem sie genug Geld verdient hatten. Es entschied sich jedoch eine immer größere Zahl, dauerhaft zu bleiben, und ihre Nachkommen bilden heute den Großteil der Bevölkerung Singapurs.

## Singapur als Teil der Strait Settlements (1826–1867)
Der Status eines britischen Außenpostens in Singapur schien anfangs zweifelhaft zu sein, da die niederländische Regierung bald bei Großbritannien protestierte, weil sie die Einflusssphäre der Niederlande verletzte. Doch als sich Singapur schnell zu einem wichtigen Handelsposten entwickelte, festigte Großbritannien seinen Anspruch auf die Insel. Der Britisch-Niederländischer Vertrag von 1824 zementierte den Status Singapurs als britischen Besitz und teilte den malaiischen Archipel zwischen den beiden Kolonialmächten auf, wobei das Gebiet nördlich der Straße von Malakka, einschließlich Singapur, in den britischen Einflussbereich fiel. 1826 wurde Singapur von der Britischen Ostindien-Kompanie zusammen mit Penang und Malakka zu den Straits Settlements zusammengefasst, die von der Ostindien-Kompanie verwaltet wurden. Im Jahr 1830 wurden die Straits Settlements eine Residency oder Unterabteilung der Präsidentschaft von Bengalen in Britisch-Indien.
In den folgenden Jahrzehnten entwickelte sich Singapur zu einem wichtigen Hafen in der Region. Sein Erfolg hatte mehrere Gründe, darunter die Öffnung des chinesischen Marktes, das Aufkommen von Hochseedampfschiffen, die drastische Reduzierung von Zeit und Kosten für den Transport von Waren nach Europa nach der Eröffnung des Suezkanals 1869 und die Produktion von Kautschuk und Zinn in Malaya. Sein Status als Freihafen bot einen entscheidenden Vorteil gegenüber anderen kolonialen Hafenstädten in Batavia (heute Jakarta) und Manila, wo Zölle erhoben wurden, und zog viele chinesische, malaiische, indische und arabische Händler, die in Südostasien tätig waren, nach Singapur. Die spätere Eröffnung des Suezkanals im Jahr 1869 sollte den Handel in Singapur weiter ankurbeln. Um 1880 passierten jährlich über 1,5 Millionen Tonnen Waren Singapur, wobei etwa 80 % der Ladung mit Dampfschiffen transportiert wurden. Die wichtigste Handelsaktivität war der Entrepôt-Handel, der ohne Steuern und mit wenig Einschränkungen florierte. Viele Handelshäuser wurden in Singapur gegründet, hauptsächlich von europäischen Handelsfirmen, aber auch von jüdischen, chinesischen, arabischen, armenischen, amerikanischen und indischen Kaufleuten. Es gab auch viele chinesische Zwischenhändler, die den Großteil des Handels zwischen den europäischen und asiatischen Kaufleuten abwickelten.
Bis 1827 waren die Chinesen die größte ethnische Gruppe in Singapur geworden. Sie bestanden aus Peranakan, die Nachkommen früher chinesischer Siedler waren, und chinesischen Kulis, die nach Singapur strömten, um der wirtschaftlichen Not in Südchina zu entkommen. Ihre Zahl wurde durch diejenigen erhöht, die vor den Unruhen des Ersten Opiumkriegs (1839–1842) und des Zweiten Opiumkriegs (1856–1860) flohen. Viele kamen als verarmte Vertragsarbeiter in Singapur an. Einige Chinesen waren auch von Menschenhändlern in ihrer Heimat entführt worden und waren unfreiwillig in Singapur. Die Malaien waren bis in die 1860er Jahre die zweitgrößte ethnische Gruppe und sie arbeiteten meist als Fischer, Handwerker oder als Lohnarbeiter. Um 1860 waren die Inder zur zweitgrößten ethnischen Gruppe geworden. Sie bestanden aus ungelernten Arbeitern, Händlern und Sträflingen, die für öffentliche Bauvorhaben wie die Rodung von Dschungeln und das Anlegen von Straßen geschickt wurden. Es gab auch indische Sepoy-Truppen, die von den Briten in Singapur garnisoniert wurden.
Die meisten Menschen hatten keinen Zugang zu öffentlichen Gesundheitsdiensten und Krankheiten wie Cholera und Pocken verursachten schwere gesundheitliche Probleme, besonders in den überfüllten Arbeitervierteln. Infolge der Ineffizienz der Verwaltung und der überwiegend männlichen, entwurzelten und ungebildeten Bevölkerung war die Gesellschaft gesetzlos und chaotisch. Im Jahr 1850 gab es nur zwölf Polizeibeamte in der Stadt mit fast 60.000 Einwohnern. Prostitution, Glücksspiel und Drogenmissbrauch (insbesondere von Opium) waren weit verbreitet. Chinesische kriminelle Geheimbünde (analog zu den Triaden) waren extrem mächtig und hatten teilweise Zehntausende von Mitgliedern. Revierkämpfe zwischen rivalisierenden Gesellschaften führten gelegentlich zu Hunderten von Toten, und Versuche, sie zu unterdrücken, hatten nur begrenzten Erfolg.

## Singapur als Teil der Kronkolonie Straits Settlements (1867–1941)

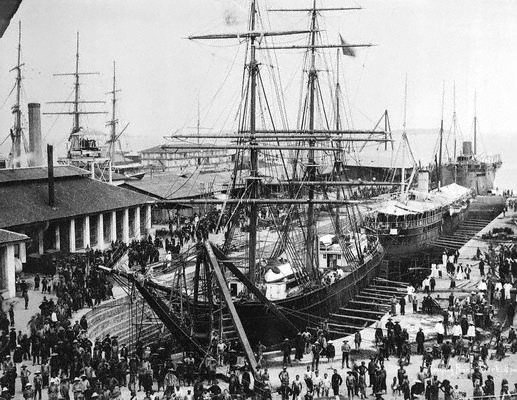
Singapur in den 1890er Jahren

Als Singapur weiter wuchs, wurden die Mängel in der Verwaltung der Straits Settlements immer offenkundiger und Singapurs Kaufleute begannen gegen die britisch-indische Herrschaft zu agitieren. Die britische Regierung stimmte zu, die Straits Settlements am 1. April 1867 als separate Kronkolonie zu gründen. Diese neue Kolonie wurde von einem Gouverneur regiert, der unter der Aufsicht des Colonial Office in London stand. Ein Exekutivrat und ein Legislativrat unterstützten den Gouverneur. Obwohl die Mitglieder der Räte nicht gewählt wurden, wurden im Laufe der Jahre immer mehr Vertreter der lokalen Bevölkerung aufgenommen. Die Kolonialregierung leitete mehrere Maßnahmen ein, um die ernsten sozialen Probleme in Singapur anzugehen. Ein chinesisches Protektorat wurde 1877 eingerichtet, um sich um die Bedürfnisse der chinesischen Gemeinschaft zu kümmern, vor allem um die schlimmsten Missbräuche des Kuli-Handels zu kontrollieren und chinesische Frauen vor Zwangsprostitution zu schützen. 1889 verbot Gouverneur Sir Cecil Clementi Smith Geheimgesellschaften und trieb sie in den Untergrund. Dennoch blieben viele soziale Probleme bis in die Nachkriegszeit bestehen, darunter ein akuter Wohnungsmangel und schlechte Gesundheits- und Lebensstandards.
Der Erste Weltkrieg (1914–1918) hatte keine großen Auswirkungen auf Singapur: Der Konflikt breitete sich nicht auf Südostasien aus. Das einzige bedeutende lokale militärische Ereignis während des Krieges war eine Meuterei der in Singapur stationierten britisch-muslimischen indischen Sepoys im Jahr 1915. Nachdem sie Gerüchte über Pläne gehört hatten, sie in den Kampf gegen das Osmanische Reich zu schicken, revoltierten die Soldaten und töteten ihre Offiziere und mehrere britische Zivilisten, bevor Truppen aus Johor und Burma die Unruhen niederschlugen.
Nach dem Krieg investierte die britische Regierung erhebliche Mittel in den Bau eines Marinestützpunktes in Singapur als Abschreckung für das zunehmend ehrgeizige japanische Reich. Der Marinestützpunkt, der 1939 für 500 Millionen Dollar fertiggestellt wurde, verfügte über das damals größte Trockendock der Welt, das drittgrößte Schwimmdock und genügend Treibstofftanks, um die gesamte britische Marine sechs Monate lang zu versorgen. Verteidigt wurde er von schweren 15-Zoll-Marinegeschützen und von Staffeln der Royal Air Force, die auf der Tengah Air Base stationiert waren. Winston Churchill bezeichnete sie als das „Gibraltar des Ostens“. Allerdings war es ein Stützpunkt ohne Flotte. Die britische Heimatflotte war in Europa stationiert und der Plan war, dass sie bei Bedarf schnell nach Singapur verlegt werden sollte. Nachdem jedoch 1939 der Zweite Weltkrieg entfesselt wurde, war die Flotte voll und ganz mit der Verteidigung Großbritanniens beschäftigt.

## Zweiter Weltkrieg und Japanische Besatzung (1941–1945)
Am 8. Dezember 1941 landeten die japanischen Streitkräfte in Kota Bharu im Norden Malayas. Nur zwei Tage nach Beginn der Invasion Malayas wurden die Prince of Wales und die Repulse 50 Meilen vor der Küste von Kuantan in Pahang von einer Streitmacht japanischer Bomber und Torpedobomber versenkt, was die schlimmste britische Marineniederlage des Zweiten Weltkriegs bedeutete. Die alliierte Luftunterstützung traf nicht rechtzeitig ein, um die beiden großen Schiffe zu schützen. Nach diesem Vorfall wurden Singapur und Malaya täglich von Luftangriffen heimgesucht, die auch zivile Einrichtungen wie Krankenhäuser oder Ladenlokale betrafen und jedes Mal Dutzende bis Hunderte von Opfern forderten.
Die japanische Armee rückte schnell nach Süden durch die malaiische Halbinsel vor und zerschlug oder umging den alliierten Widerstand. Die alliierten Streitkräfte verfügten nicht über Panzer, da sie diese im tropischen Regenwald für ungeeignet hielten, und ihre Infanterie erwies sich als machtlos gegen die japanischen leichten Panzer. Da ihr Widerstand gegen den japanischen Vormarsch scheiterte, waren die alliierten Streitkräfte gezwungen, sich nach Süden in Richtung Singapur zurückzuziehen. Bis zum 31. Januar 1942, nur 55 Tage nach Beginn der Invasion, hatten die Japaner die gesamte Malaiische Halbinsel erobert. Die folgende Schlacht um Singapur endete am 15. Februar mit einem japanischen Sieg und war die größte Niederlage einer von britischen Offizieren geleiteten Streitmacht in der Geschichte. Über 80.000 britische, indische und australische Soldaten gingen in Kriegsgefangenschaft. Singapur, umbenannt in Syonan-to (昭南島 Shōnan-tō, „Helle Südinsel“ auf Japanisch), blieb von 1942 bis 1945 von den Japanern besetzt. Die japanische Armee verhängte harte Maßnahmen gegen die lokale Bevölkerung, wobei die Truppen, insbesondere die Kempeitai oder japanische Militärpolizei, besonders rücksichtslos mit der chinesischen Bevölkerung umgingen. Tausende chinesischstämmige Bewohner kamen bei Massakern und Strafaktionen ums Leben. Der Rest der Bevölkerung litt während der dreieinhalbjährigen japanischen Besatzung unter großen Entbehrungen. Die Malaien und Inder wurden gezwungen, die „Todesbahn“ zu bauen, eine Eisenbahnlinie zwischen Thailand und Burma (Myanmar). Das Kolonialregime der Japaner gilt bis heute als besonders düstere Episode in der Geschichte Singapurs.

## Nachkriegszeit und Selbstverwaltung (1945–1963)
Nach der Kapitulation der Japaner vor den Alliierten am 15. August 1945 verfiel Singapur in einen kurzen Zustand der Gewalt und Unordnung; Plünderungen und Rachemorde waren weit verbreitet. Britische Truppen unter der Führung von Lord Louis Mountbatten, Oberster Alliierter Befehlshaber für das Südostasienkommando, kehrten nach Singapur zurück, um am 12. September 1945 die formelle Kapitulation der japanischen Streitkräfte in der Region von General Itagaki Seishiro im Namen von General Terauchi Hisaichi entgegenzunehmen, und eine britische Militärverwaltung wurde gebildet, die die Insel bis März 1946 regierte. Ein Großteil der Infrastruktur war während des Krieges zerstört worden, einschließlich der Strom- und Wasserversorgung, der Telefondienste sowie der Hafenanlagen von Singapur. Das Versagen Großbritanniens, Singapur zu verteidigen, hatte die Glaubwürdigkeit der Briten in den Augen der Singapurer zerstört. Die Jahrzehnte nach dem Krieg sahen ein politisches Erwachen unter der lokalen Bevölkerung und das Aufkommen von antikolonialen und nationalistischen Gefühlen, verkörpert durch den Slogan Merdeka oder „Unabhängigkeit“ in der malaiischen Sprache. Die Briten ihrerseits waren bereit, die Selbstverwaltung für Singapur und Malaya schrittweise auszuweiten. Am 1. April 1946 wurden die Straits Settlements aufgelöst und Singapur wurde eine separate Kronkolonie mit einer zivilen Verwaltung, die von einem Gouverneur geleitet wurde. Im Juli 1947 wurden getrennte Exekutiv- und Legislativräte eingerichtet, erste Wahlen fanden 1948 statt, wobei allerdings zunächst nur Briten wählen durften.
Drei Monate nach den Wahlen brach ein bewaffneter Aufstand kommunistischer Gruppen in Malaya – der Malayan Emergency – aus. Die Briten verhängten harte Maßnahmen zur Kontrolle linker Gruppen sowohl in Singapur als auch in Malaya und führten den umstrittenen Internal Security Act ein, der unbefristete Inhaftierungen ohne Gerichtsverfahren für Personen erlaubte, die verdächtigt wurden, eine „Bedrohung für die Sicherheit“ zu sein. Da die linken Gruppen die schärfsten Kritiker des kolonialen Systems waren, wurde der Fortschritt bei der Selbstverwaltung für mehrere Jahre blockiert. Eine zweite Wahl zum Legislativrat fand 1951 statt. Obwohl dies zur Bildung einer eigenständigen lokalen Regierung Singapurs beitrug, war die Kolonialverwaltung immer noch dominant. Im Jahr 1953, als die Kommunisten in Malaya unterdrückt und das Schlimmste des Ausnahmezustands vorbei war, schlug eine britische Kommission unter der Leitung von Sir George Rendel eine begrenzte Form der Selbstverwaltung für Singapur vor. Eine neue gesetzgebende Versammlung mit fünfundzwanzig von zweiunddreißig Sitzen, die durch Volkswahlen bestimmt wurden, sollte den Legislativrat ersetzen, aus dem ein Chief Minister als Regierungschef und ein Ministerrat als Kabinett unter einem parlamentarischen System gewählt werden sollten. Die Briten würden die Kontrolle über Bereiche wie innere Sicherheit und auswärtige Angelegenheiten sowie ein Vetorecht bei der Gesetzgebung behalten. Im August 1958 wurde im Parlament des Vereinigten Königreichs schließlich der State of Singapore Act verabschiedet, der die Gründung des Staates Singapur als eine selbstregierte Kronkolonie ermöglichte.
Im Mai 1959 fanden die Wahlen zur neuen Legislativversammlung statt. Die People’s Action Party (PAP) gewann die Wahlen in einem Erdrutschsieg und errang dreiundvierzig der einundfünfzig Sitze. Sie erreichte dies, indem sie die chinesischsprachige Mehrheit umwarb, insbesondere die Gewerkschaften und radikalen Studentenorganisationen. Ihr Anführer Lee Kuan Yew, ein junger, in Cambridge ausgebildeter chinesischstämmiger Anwalt, wurde der erste Premierminister von Singapur.
Der Sieg der PAP wurde von ausländischen und einheimischen Geschäftsleuten zunächst mit Bestürzung betrachtet, da einige Parteimitglieder pro-kommunistisch waren. Viele Unternehmen verlagerten daraufhin ihren Hauptsitz von Singapur nach Kuala Lumpur. Trotz dieser schlechten Vorzeichen begann die PAP-Regierung mit einem energischen Programm, um die verschiedenen wirtschaftlichen und sozialen Probleme Singapurs anzugehen. Die wirtschaftliche Entwicklung wurde vom neuen Finanzminister Goh Keng Swee beaufsichtigt, dessen Strategie darin bestand, ausländische und einheimische Investitionen mit Maßnahmen zu fördern, die von Steueranreizen bis zur Errichtung eines großen Industriegebiets reichten. Das Bildungssystem wurde überarbeitet, um qualifizierte Arbeitskräfte auszubilden, und die englische Sprache wurde als Unterrichtssprache gegenüber der chinesischen Sprache gefördert. Um Arbeiterunruhen zu beseitigen, wurden die bestehenden Gewerkschaften, teilweise gewaltsam, zu einem einzigen Dachverband, dem National Trades Union Congress (NTUC), zusammengeführt, der von der Regierung streng überwacht wurde. An der sozialen Front wurde ein ambitioniertes und gut finanziertes öffentliches Wohnungsbauprogramm gestartet, um das seit langem bestehende Wohnungsproblem zu lösen.

## Föderation mit Malaysia und Unabhängigkeit (1963–1965)
Trotz ihrer Erfolge in der Regierung Singapurs glaubten die PAP-Führer, einschließlich Lee und Goh, dass die Zukunft Singapurs in Malaya lag. Sie waren der Meinung, dass die historischen und wirtschaftlichen Bindungen zwischen Singapur und Malaya zu stark waren, als dass sie als getrennte Nationen weiterbestehen könnten. Außerdem fehlte es Singapur an natürlichen Ressourcen und es hatte sowohl mit einem rückläufigen Handel als auch mit einer wachsenden Bevölkerung zu kämpfen, die Arbeitsplätze benötigte. Man glaubte, dass der Zusammenschluss der Wirtschaft zugutekommen würde, indem man einen gemeinsamen Markt schuf, die Handelszölle abschaffte und so neue Industrien unterstützte, die die anhaltende Arbeitslosigkeit lösen würden. Obwohl sich die PAP-Führung energisch für eine Fusion einsetzte, war der beträchtliche prokommunistische Flügel der PAP stark gegen die Fusion, da er einen Einflussverlust befürchtete, da die regierende Partei von Malaya, die United Malays National Organisation (UMNO), entschieden antikommunistisch war und die nichtkommunistische Fraktion der PAP gegen sie unterstützen würde. Die UMNO-Führer standen der Idee einer Fusion ebenfalls skeptisch gegenüber, da sie der PAP-Regierung misstrauten und befürchteten, dass die große chinesische Bevölkerung in Singapur das ethnische Gleichgewicht, von dem ihre politische Machtbasis abhing, verändern würde, da die Bevölkerung Singapurs mehrheitlich chinesisch war. Das Problem spitzte sich 1961 zu, als der pro-kommunistische PAP-Minister Ong Eng Guan aus der Partei austrat und einen PAP-Kandidaten in einer Nachwahl schlug, was Lees Regierung zu stürzen drohte.
Angesichts der Aussicht auf eine Machtübernahme durch die Pro-Kommunisten änderte die UMNO ihre Meinung über die Fusion. Am 27. Mai brachte Malayas Premierminister Tunku Abdul Rahman die Idee einer Föderation von Malaysia auf, die aus der bestehenden Föderation von Malaya, Singapur, Brunei und den britischen Borneo-Territorien Nord-Borneo und Sarawak bestehen sollte. Die UMNO-Führer glaubten, dass die zusätzliche malaiische Bevölkerung in den Borneo-Territorien die chinesische Bevölkerung Singapurs ausgleichen würde. Die britische Regierung ihrerseits glaubte, dass der Zusammenschluss verhindern würde, dass Singapur zu einem Hort des Kommunismus würde.
Am 9. Juli 1963 unterzeichneten die Führer von Singapur, Malaya, Nord-Borneo und Sarawak das Malaysia-Abkommen, um die Föderation von Malaysia zu gründen. Die Union war von Anfang an schwierig. Bei den Landtagswahlen 1963 in Singapur nahm ein lokaler Zweig der United Malays National Organisation (UMNO) an der Wahl teil, obwohl die UMNO zuvor mit der PAP vereinbart hatte, sich in den Gründungsjahren Malaysias nicht an der Politik des Landes zu beteiligen. Die ethnischen Spannungen nahmen zu, als ethnische Chinesen und andere nicht-malaiische ethnische Gruppen in Singapur die von den Malaien auferlegte diskriminierende Politik ablehnten, wie zum Beispiel die Quotenregelung für die Malaien, da den Malaien besondere Privilegien gewährt wurden, die in Artikel 153 der malaysischen Verfassung garantiert waren. Es gab auch andere finanzielle und wirtschaftliche Vorteile, die den Malaien bevorzugt gewährt wurden. Währenddessen wurden die Malaien in Singapur zunehmend durch die Vorwürfe der Bundesregierung, die PAP würde die Malaien schlecht behandeln, aufgehetzt. Auch die außenpolitische Situation war angespannt; der indonesische Präsident Sukarno erklärte den Zustand der Konfrontasi (Konfrontation) gegen Malaysia und leitete militärische und andere Aktionen gegen die neue Nation ein, darunter die Bombardierung des MacDonald House in Singapur am 10. März 1965 durch indonesische Kommandos, bei der drei Menschen getötet wurden. Die Spannungen führten schließlich zu erheblichen ethnischen Unruhen in Malaysia und Singapur selbst.
Da er keine Alternative sah, um weiteres Blutvergießen zu vermeiden, beschloss der malaysische Premierminister Tunku Abdul Rahman, Singapur aus der Föderation auszuschließen. Goh Keng Swee, der skeptisch gegenüber den wirtschaftlichen Vorteilen des Zusammenschlusses für Singapur geworden war, überzeugte Lee Kuan Yew, dass die Trennung stattfinden musste. UMNO- und PAP-Vertreter arbeiteten die Bedingungen der Trennung unter größter Geheimhaltung aus, um vor allem die britische Regierung vor vollendete Tatsachen zu stellen. Am 9. August 1965 stimmte das Parlament von Malaysia mit 126 zu 0 Stimmen für eine Verfassungsänderung, die Singapur aus der Föderation ausschloss. Lee Kuan Yew verkündete in einer im Fernsehen übertragenen Pressekonferenz, dass Singapur eine souveräne, unabhängige Nation geworden sei und bedauerte unter Tränen den Zusammenbruch der Union.

## Unabhängige Republik Singapur (ab 1965)

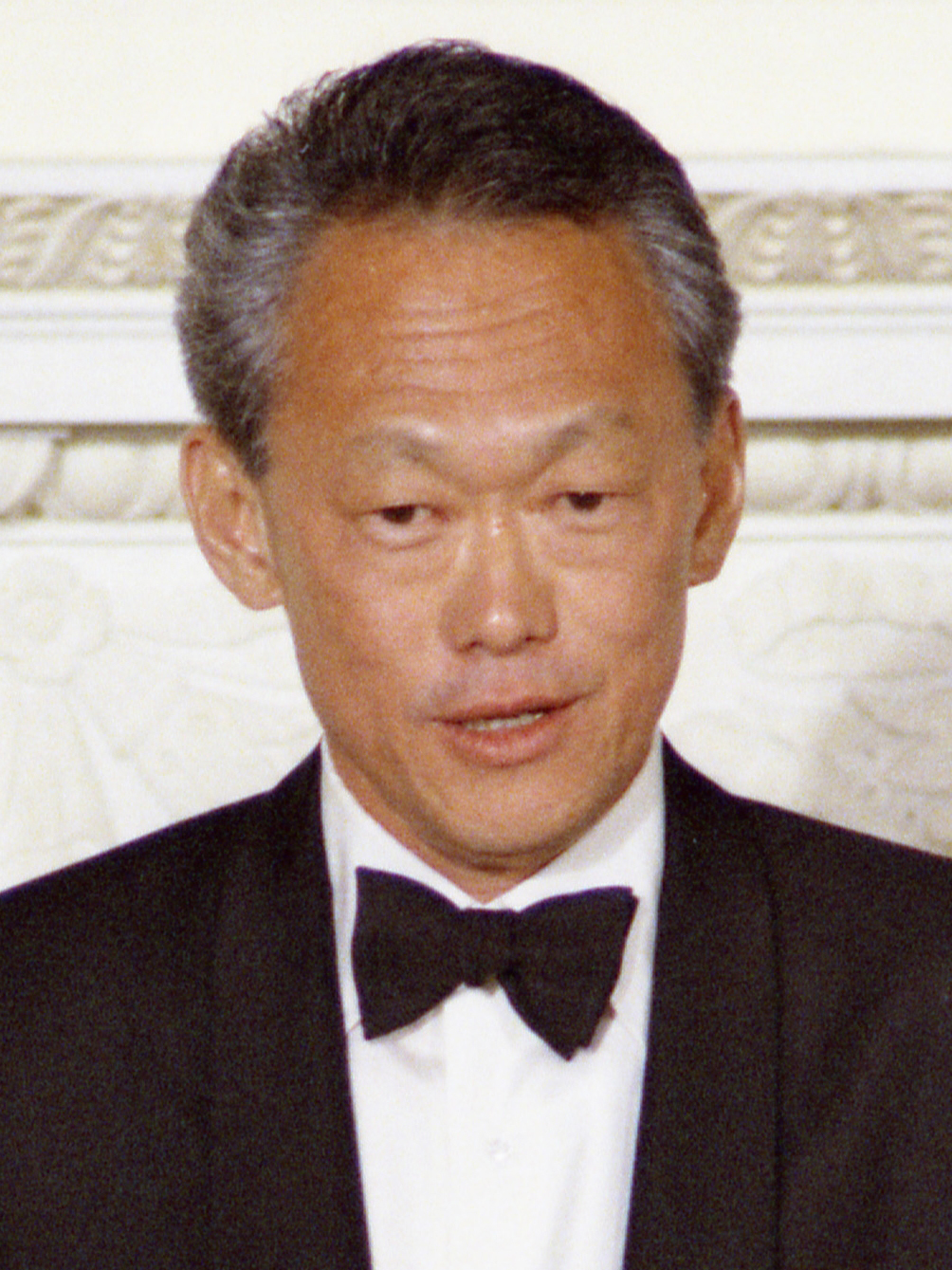
Lee Kuan Yew 1975

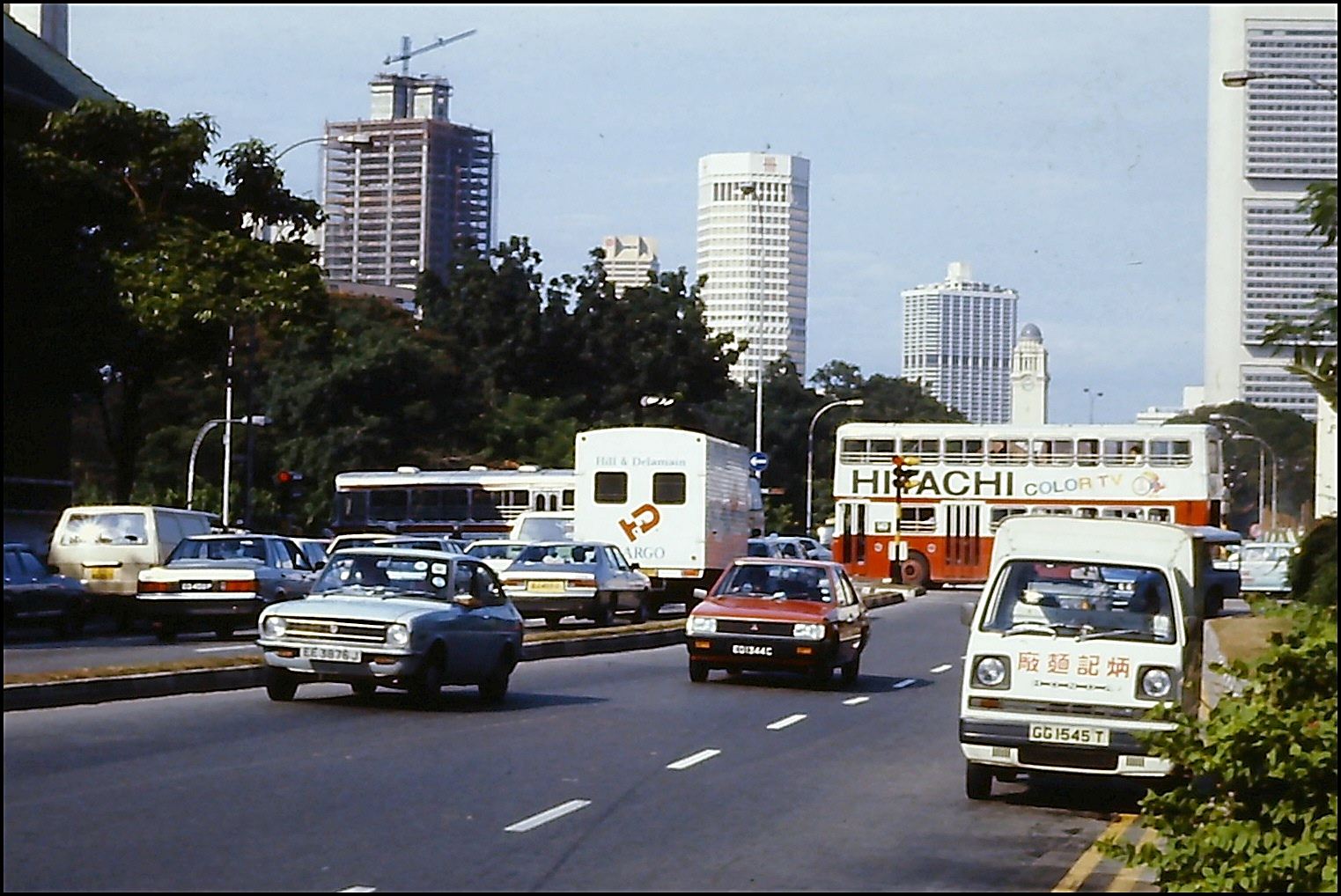
Singapur 1981

Nach der plötzlichen Erlangung der Unabhängigkeit stand Singapur vor einer Zukunft voller Ungewissheiten. Die Konfrontasi war im Gange und die konservative UMNO-Fraktion lehnte die Abspaltung strikt ab; Singapur sah sich der Gefahr eines Angriffs durch das indonesische Militär und einer erzwungenen Wiedereingliederung in die malaysische Föderation zu ungünstigen Bedingungen ausgesetzt. Ein Großteil der internationalen Medien war skeptisch, was die Aussichten für Singapurs Überleben betraf. Neben der Frage der Souveränität waren die drängenden Probleme Arbeitslosigkeit, Wohnraum, Bildung und der Mangel an natürlichen Ressourcen und Land. Die hohe Arbeitslosigkeit und anhaltende ethnische Spannungen führten zu häufigen sozialen Unruhen.
Singapur bemühte sich sofort um internationale Anerkennung seiner Souveränität. Der neue Staat trat den Vereinten Nationen am 21. September 1965 bei und wurde das 117. Mitglied; im Oktober desselben Jahres trat er dem Commonwealth bei. Außenminister Sinnathamby Rajaratnam leitete einen neuen Auswärtigen Dienst, der dazu beitrug, die Unabhängigkeit Singapurs durchzusetzen und diplomatische Beziehungen mit anderen Ländern aufzunehmen. Am 22. Dezember 1965 wurde der Constitution Amendment Act verabschiedet, nach dem das Staatsoberhaupt zum Präsidenten und der Staat Singapur zur Republik Singapur wurde. Singapur war später Mitbegründer der Association of Southeast Asian Nations (ASEAN) am 8. August 1967 und wurde 1970 in die Bewegung der Blockfreien Staaten aufgenommen.
Das Economic Development Board war 1961 gegründet worden, um nationale Wirtschaftsstrategien zu formulieren und zu implementieren, wobei der Schwerpunkt auf der Förderung des verarbeitenden Sektors in Singapur lag. Es wurden Industriegebiete errichtet, besonders in Jurong, und ausländische Investitionen wurden mit steuerlichen Anreizen ins Land geholt. Durch die Industrialisierung wandelte sich der Fertigungssektor zu einem Sektor, der Güter mit höherer Wertschöpfung produzierte und höhere Einnahmen erzielte. Auch der Dienstleistungssektor wuchs zu dieser Zeit, angetrieben durch die Nachfrage nach Dienstleistungen durch die den Hafen anlaufenden Schiffe und den zunehmenden Handel. Dieser Fortschritt trug dazu bei, die Arbeitslosenkrise zu lindern. Singapur zog auch große Ölfirmen wie Shell und Esso an, um Ölraffinerien in Singapur zu errichten, womit es Mitte der 1970er Jahre zum drittgrößten Ölraffineriezentrum der Welt wurde. Die Regierung investierte stark in ein Bildungssystem, das Englisch als Unterrichtssprache einführte und Wert auf praktische Ausbildung legte, um kompetente Arbeitskräfte zu entwickeln, die für die Industrie gut geeignet waren.

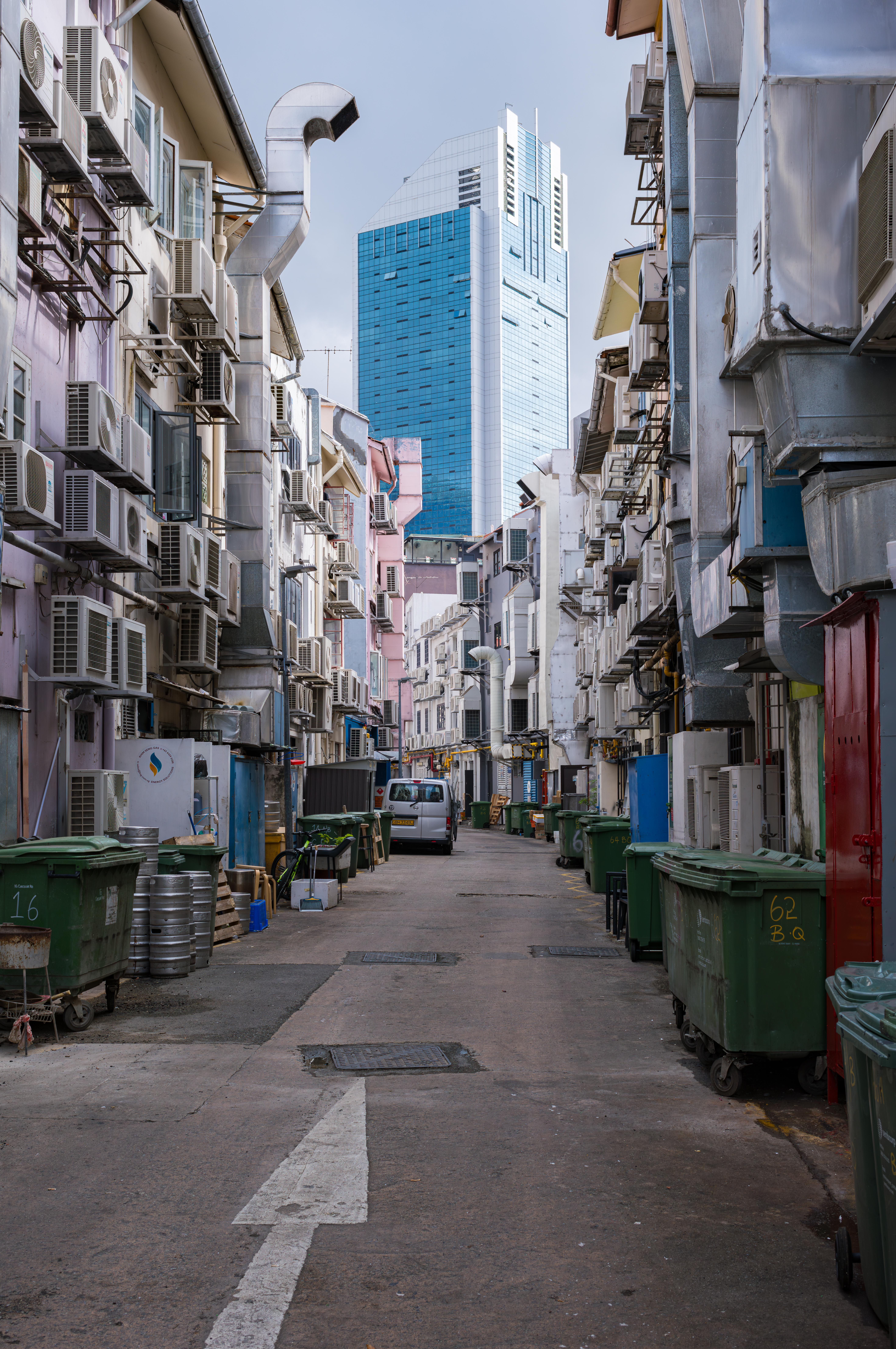
Das alte und das neue Singapur: Gasse hinter dem Boat Quay (2023)

Der Mangel an guten Sozialwohnungen, schlechte sanitäre Einrichtungen und die hohe Arbeitslosigkeit führten zu sozialen Problemen, von Kriminalität bis hin zu Gesundheitsproblemen. Die Ausbreitung der Hausbesetzersiedlungen führte zu Sicherheitsrisiken und verursachte 1961 ein Feuer, bei dem vier Menschen starben und 16.000 weitere obdachlos wurden. Das vor der Unabhängigkeit gegründete Housing Development Board war erfolgreich und es entstanden riesige Bauprojekte, um erschwingliche Sozialwohnungen zur Umsiedlung der Hausbesetzer bereitzustellen. Innerhalb eines Jahrzehnts war die Mehrheit der Bevölkerung in diesen Wohnungen untergebracht. Das 1968 eingeführte Central Provident Fund (CPF) Housing Scheme erlaubt es den Bewohnern, ihr Pflichtsparkonto zum Kauf von HDB-Wohnungen zu nutzen und erhöht allmählich den Anteil der Eigenheimbesitzer in Singapur.
Britische Truppen waren nach der Unabhängigkeit in Singapur geblieben, aber 1968 gab London seine Entscheidung bekannt, die Truppen bis 1971 abzuziehen. Mit der geheimen Hilfe von Militärberatern aus Israel baute Singapur schnell die Streitkräfte Singapurs auf und führte eine allgemeine Wehrpflicht ein. Der wirtschaftliche Erfolg setzte sich in den 1980er Jahren fort, die Arbeitslosenquote sank und das reale Wirtschaftswachstum lag bis 1999 im Durchschnitt bei etwa 8 %. In den 1980er Jahren begann Singapur mit der Umstellung auf Industrien mit höherer Wertschöpfung, um mit den Nachbarländern zu konkurrieren, die nun über billigere Arbeitskräfte verfügten. Der Singapore Changi Airport wurde 1981 eröffnet und Singapore Airlines entwickelte sich zu einer bedeutenden Fluggesellschaft. Der Hafen von Singapur wurde zu einem der verkehrsreichsten Häfen der Welt und auch die Dienstleistungs- und Tourismusbranche wuchs in dieser Zeit immens. Singapur entwickelte sich zu einem wichtigen Verkehrsknotenpunkt und zu einem bedeutenden Touristenziel. Dank eines günstigen regulatorischen Umfelds und steuerlicher Vorteile konnte Singapur auch zu einem bedeutenden Finanzplatz aufsteigen.
Die Politik in Singapur wurde anhaltend von der PAP dominiert, sie gewann bei allen Wahlen zwischen 1966 und 1981 alle Parlamentssitze. Die PAP-Herrschaft wird von vielen Beobachtern und Oppositionspolitikern als autoritär bezeichnet, die in der strengen Regulierung der politischen und medialen Aktivitäten durch die Regierung eine Verletzung der politischen Rechte sehen. Die prägende Figur der frühen Geschichte der Republik Singapur war Lee Kuan Yew, welcher als Schlüsselfigur der sozialen Befriedung und des wirtschaftlichen Aufschwungs gilt. Lees Programme in Singapur hatten eine tiefgreifende Wirkung auf die kommunistische Führung in China, die vor allem unter Deng Xiaoping große Anstrengungen unternahm, seine Politik des Wirtschaftswachstums, des Unternehmertums und der subtilen Unterdrückung von Dissens nachzuahmen. Über 22.000 chinesische Beamte wurden nach Singapur geschickt, um seine Methoden zu studieren.
1990 übergab Lee Kuan Yew seine Führungsposition an Goh Chok Tong, der der zweite Premierminister Singapurs wurde. Goh präsentierte einen offeneren und beratenden Führungsstil, während sich das Land weiter modernisierte. Im Jahr 2004 übernahm der damalige stellvertretende Premierminister von Singapur Lee Hsien Loong, der älteste Sohn von Lee Kuan Yew, das Amt von Amtsinhaber Goh Chok Tong und wurde der dritte Premierminister von Singapur. Er führte mehrere politische Änderungen ein, darunter die Verkürzung des Wehrdienstes von zweieinhalb auf zwei Jahre und die Legalisierung von Casinos.